# Scala antincendio

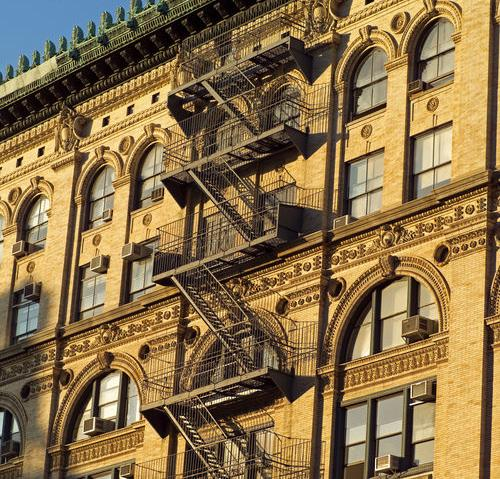
Scala antincendio davanti alla facciata di un tipico vecchio edificio di Manhattan

La scala antincendio o scala di sicurezza costituisce una sorta di uscita di sicurezza utile per permettere la fuga di persone anche quando la tromba delle scale o l'ascensore non possono essere utilizzati per fuggire da un edificio, ad esempio in caso di incendio.

## Storia
Uno dei prototipi venne inventato in Inghilterra quando Daniel Maseres inventò nel 1784 un dispositivo mobile chiamato fire escape, che veniva fissato alla finestra e che permetteva la fuga verso l'esterno. I primi modelli in circolazione non erano altro che un perfezionamento del noto metodo di fuga dalla finestra con l'aiuto di lenzuola annodate.
Il primo brevetto risale al 1887 ed era intestato ad Anna Connelly.

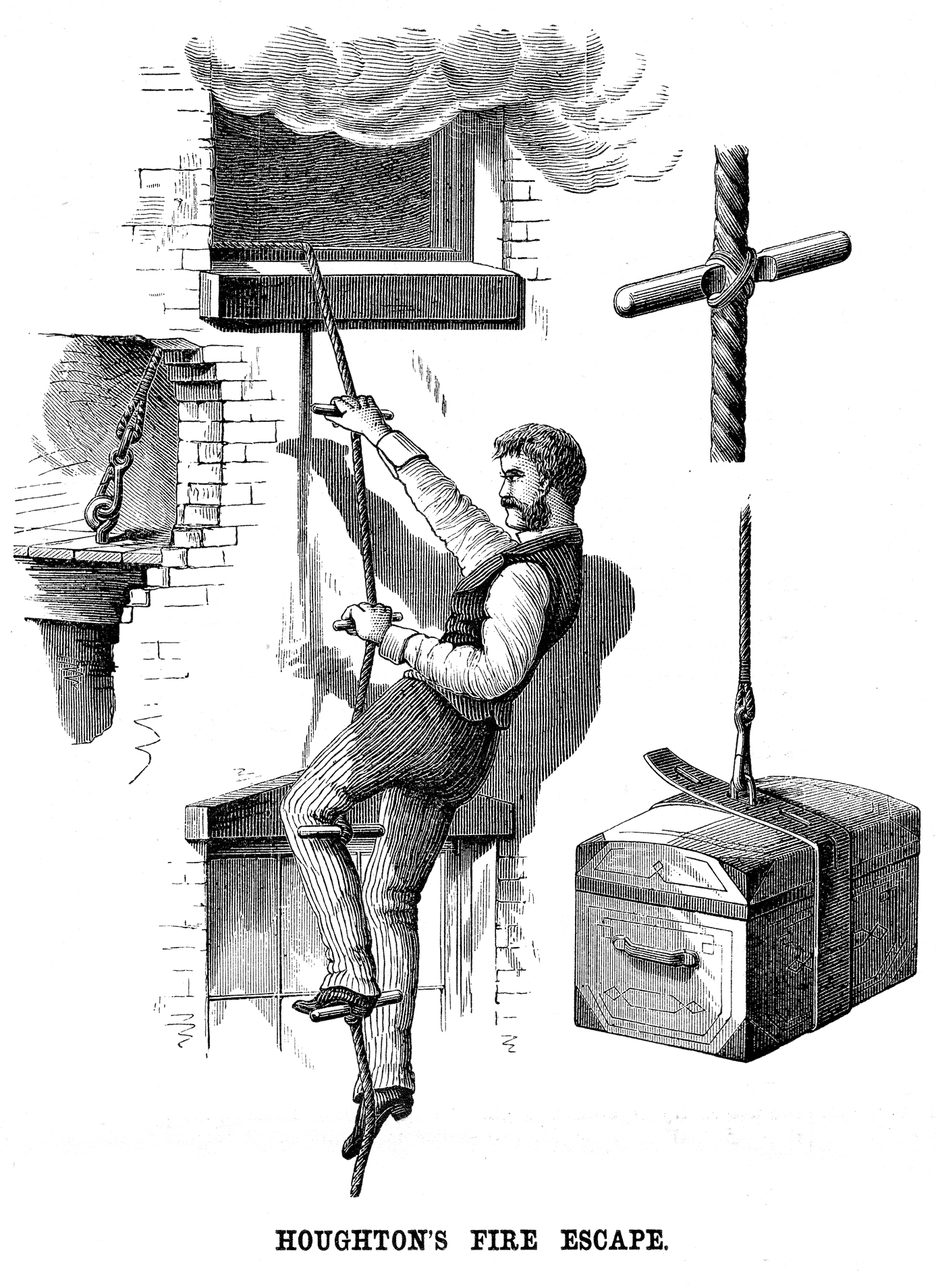
Prototipo a fune di Houghton, 1877

Come elementi architettonici, in origine, erano concepite in strutture leggere in metallo e possedevano in genere per ciascun piano un pianerottolo a mo' di balcone, accessibile dall'interno tramite porte oppure finestre, con i vari pianerottoli collegati tra di loro da rampe. Durante una fase di espansione nel XX secolo, si affermarono, accanto a quelle esterne, anche le scale antincendio interne, isolabili dal resto dell'edificio da strutture come la porta tagliafuoco.

## Aspetti architettonici
Almeno dalla prospettiva del loro concetto originario, si tratta di scale poste all'infuori dell'edificio, in maniera che restino il più possibile libere dal fumo: infatti l'asfissia e l'intossicazione da gas velenosi sono le più importanti cause di decesso in caso di incendio.
Le scale antincendio, possono tuttavia essere, anche interne all'edificio: sono inserite nell'edificio mediante opportuni accorgimenti tecnici che permettono la ventilazione e la fuoriuscita dei fumi.
Se la scala è esterna, si provvederà solo ed unicamente ad un dimensionamento in funzione delle uscite di sicurezza di cui necessita il fabbricato. Se la scala è interna, si configura la progettazione e costruzione di un vano che si frammezza tra la scala ed il piano da evacuare. In questo luogo vengono posizionate porte tagliafuoco (rigorosamente con apertura verso l'esterno e la cui apertura non possa mai essere causa di infortuni) che non permettano la fuoriuscita di fumi o fiamme. Il dimensionamento della scala segue il criterio del numero di moduli di uscite di sicurezza. È inoltre basato sul numero di persone che debbono essere evacuate da ogni piano dell'edificio, di modo da avere il più rapido tempo di evacuazione. Quindi nella progettazione di una scala antincendio, verrà tenuto conto anche del percorso della scala, che deve giungere ad un luogo sicuro esterno, ove gli evacuati possano essere raccolti e sostare, senza subire danni dovuti all'incipienza dell'incendio o del danno al fabbricato.

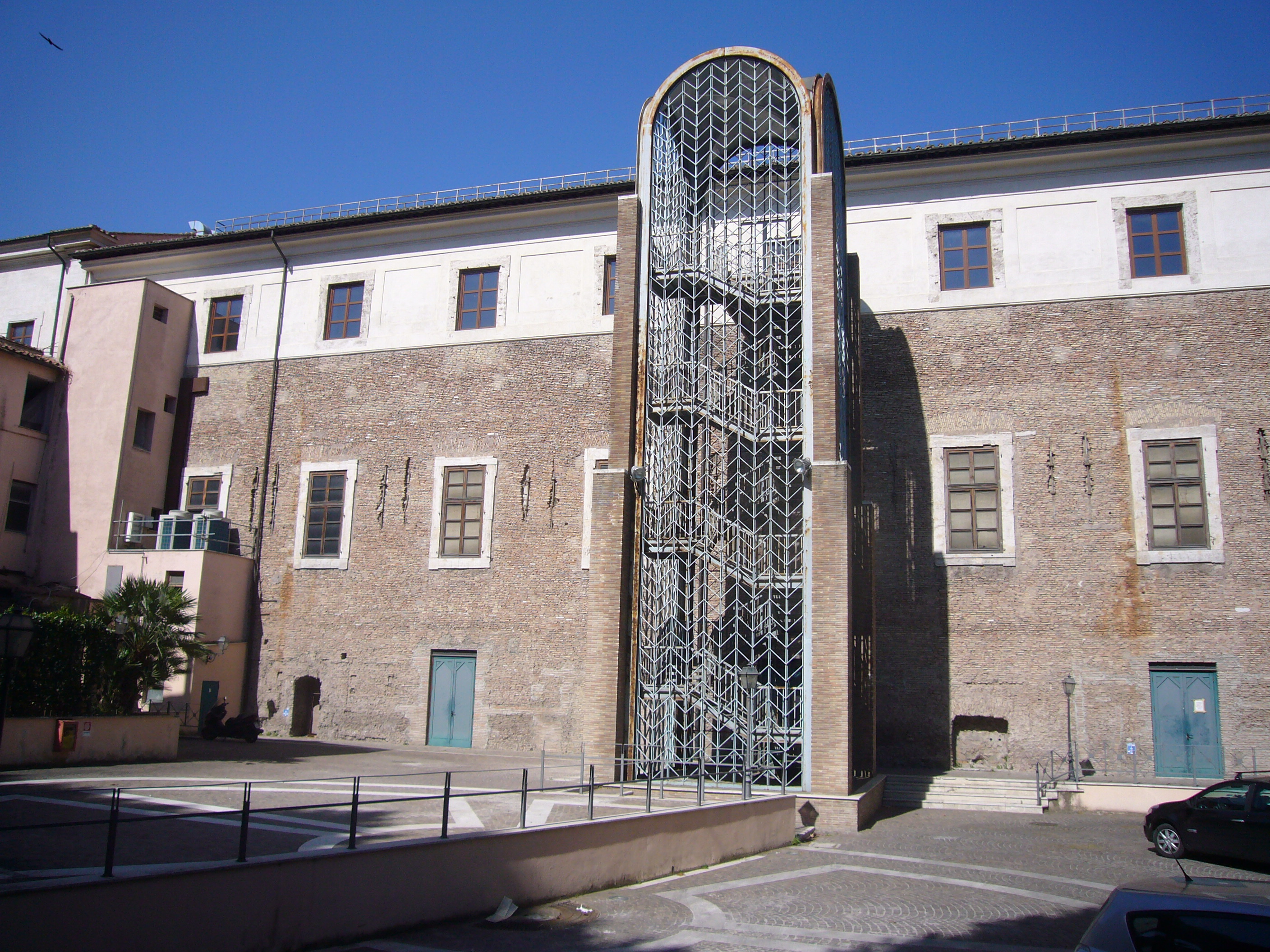
Roma, Ospedale delle Donne; scala di sicurezza sulla corsia

## Normativa e standard
Normalmente, le scale antincendio non possono essere utilizzate per accedere o uscire dall'edificio. Queste strutture sono considerate importanti per l'idoneità di costruzioni adibite a servizi pubblici come le scuole.

Segnaletica standard per indicare la posizione di una scala di emergenza secondo la norma internazionale ISO 7010

Inoltre, tanto più alta è una costruzione, tanto maggiore sarà la probabilità che le norme di sicurezza locali dichiarino obbligatoria la presenza di una scala antincendio. La costruzione di scale antincendio è regolata, scegliendo l'Italia come esempio, dal decreto 19 agosto 1996 (Titolo: Regola tecnica di prevenzione incendi per la progettazione, costruzione, ed esercizio dei locali di intrattenimento e di pubblico spettacolo); il Decreto Ministeriale 30 novembre 1983, inoltre, regola le tematiche  "vano a prova di fumo" e "filtro a prova di fumo". Per quanto riguarda la costruzione di scale antincendio in ferro, dal 1° di luglio 2014 con l'entrata in vigore della norma EN 1090-1 è obbligatoria la costruzione e la marcatura CE delle stesse secondo questa specifica norma.

## Aspetti letterari
La scala antincendio è anche un tema caro alla letteratura anglosassone e al cinema; ha ispirato Tennessee Williams nel pezzo teatrale Lo zoo di vetro e Cornell Woolrich nel volume di racconti del 1947 Fire Escape, che fu anche oggetto di un celebre adattamento cinematografico (La finestra sul cortile di Alfred Hitchcock), oppure il racconto The Boy Cried Murder, sempre di Woolrich, dove la scala viene utilizzata un po' per tutto tranne che per il suo scopo originale.